# بزرگراه میان‌ایالتی ۲۴
بزرگراه میان ایالتی ۲۴ (به انگلیسی: Interstate-24، مخفف:I-24) یکی از بزرگراه‌های میان ایالتی آمریکاست. که مسیر شرقی-غربی داشته و زیرمجموعه دارد.